# Алеманьол
Алеманьол (исп. Alemañol, сочетание слов alemán и español) — смешанный язык испаноязычного населения немецкоговорящих стран, который представляет собой сочетание немецкой лексики, положенной на испанскую грамматику. Алеманьол возник после 1960-х годов, когда испанские переселенцы массово эмигрировали в немецкоговорящие страны, сегодня в этом потоке больше всего латиноамериканцев. Язык укоренился в речи представителей второго и третьего поколений испанцев, которые его используют в повседневной жизни.
В большинстве своём, алеманьол включает те слова и выражения, которые ранее были не известны испаноязычным переселенцам или более просты и удобны в употреблении. Наличие первых объясняется тем, что новые предметы и явления, которые не могли быть описаны испанским языком, требовали номинации, и именно немецкая лексика позволила подобрать подходящее слово. Во втором случае подразумевается, что отдельные немецкие слова проще и удобнее в употреблении и требуют меньшего напряжения для извлечения. Немецкие слова подстраиваются под грамматику испанского. Так, появились глаголы wanderear (wandern), bratear (braten, grillen), anmeldearse (sich anmelden), kaputearse (kaputtgehen), существительные la bánjof (der Bahnhof), la quela (der Keller), el uvan (die U-Bahn).